# Parlamentswahl in der Autonomen Gemeinschaft Baskenland 2016
- Pod.: 11
- EH Bildu: 18
- PSE-EE: 9
- EAJ/PNV: 28
- PP: 9

Die Wahl zum Regionalparlament der Autonomen Gemeinschaft Baskenland fand am 25. September 2016 statt. Bei ihr wurden die Abgeordneten der XI. Legislaturperiode seit der Schaffung der Autonomen Gemeinschaft nach dem Ende der Franco-Diktatur bestimmt. Das Regionalparlament der X. Legislaturperiode war am 21. Oktober 2012 gewählt worden. Die Wahlbeteiligung lag bei 62,26 % und damit um mehr als 3,5 Prozentpunkte niedriger als 2012 (65,83 %).
Im Vergleich zur letzten Legislaturperiode ergaben sich aufgrund der Änderungen im Parteiensystem in ganz Spanien (Podemos als neue politische Kraft) wesentliche Änderungen der politischen Kräfteverhältnisse auch im Baskenland.

## Regionale Parteien, Kandidaturen und deren politische Positionen
Die derzeit regierende Partei EAJ/PNV – Partei Eusko Alderdi Jeltzalea-Partido Nacionalista Vasco ist eine baskisch-nationale Partei und ideologisch konservativ-christlich ausgerichtet. Die EAJ/PNV setzt sich für eine stark ausgeweitete Autonomie bzw. Unabhängigkeit des Baskenlandes ein. Sie ist seit dem Ende der Franco-Diktatur stets die stärkste Partei bei Parlamentswahlen im Baskenland gewesen und stellte so fast durchgängig den Ministerpräsidenten (lehendakari). Derzeitiger Lehendakari ist der Parteivorsitzende Iñigo Urkullu.
Die Euskal Herria Bildu (EH Bildu) ist ein Parteienverband, dem die linken baskisch-nationalen Parteien Eusko Alkartasuna, Sortu, Aralar und Alternatiba Eraikitzen angehören. Genauso wie die EAJ/PNV setzt sich auch EH Bildu für eine stark ausgeweitete Autonomie bzw. Unabhängigkeit des Baskenlandes ein.
Die Partido Socialista de Euskadi-Euskadiko Ezkerra (PSE-EE) ist die baskische sozialistische Partei und mit der spanischen PSOE föderativ verbunden. Die PSE-EE tritt als linke unionistische Partei für einen Verbleib des Baskenlandes im spanischen Staatsverband ein.
Die Partido Popular del País Vasco – Euskadiko Alderdi Popularra (PP) ist Teil der konservativen Volkspartei Spaniens und als solche eine strikt unionistische Partei. Die PP ist für einen Verbleib des Baskenlandes im spanischen Staatsverband und verfolgt zudem eine Agenda, die auf den Abbau von Autonomierechten zugunsten der Zentralregierung in Madrid abzielt.
Die Koalition Elkarrekin Podemos besteht aus dem baskische Arm von Podemos, der baskischen Abteilung der Vereinigten Linken – Ezker Anitza sowie der kleinen grünen Partei Equo. Die Koalition existiert erst seit dem 11. August 2016.
Die kleine liberale Partei Ciudadanos (C's) verfolgt einen wirtschaftsfreundlichen Kurs, der auf Korruptionsbekämpfung und Deregulierung abzielt. Die Ciudadanos treten zudem für einen dezidiert unionistischen Kurs ein.

## Konflikt um den Wahlausschluss von Arnaldo Otegi
Arnaldo Otegi wurde von EH Bildu als Spitzenkandidat für die Wahl aufgestellt, obwohl er durch seine Haftstrafe von der der spanischen Justiz noch bis zum Jahr 2021 mit einem Berufsverbot belegt war. Die Aufstellung als Kandidat für den Lehendakari führte erwartungsgemäß zu Protesten seitens eines Teils der baskischen Parteien und auch des spanischen Staats. Schließlich wurde EH Bildu am 24. August 2016 – nur einen Monat vor der Wahl – aufgefordert Arnoldo Otegi als Spitzenkandidat von der Wahlliste für die Provinz Gipuzkoa zu nehmen.

## Wahlsystem
Das Regionalparlament des Baskenlandes in Vitoria hat 75 Abgeordnete. Diese werden in drei Wahlkreisen (den Provinzen) gewählt; je 25 im Wahlkreis Bizkaia, im Wahlkreis Gipuzkoa und im Wahlkreis Álava. Die Zuteilung der Mandate erfolgt im D’Hondt-Verfahren allein auf Ebene der Wahlkreise.

## Ergebnis
Das amtliche Endergebnis im Einzelnen:
| Parteien  | Stimmen | Stimmen in % (Änderung) 8 | Stimmen in % (Änderung) 8 | Sitze (Änderung) | Sitze (Änderung) |
| --------- | ------- | ------------------------- | ------------------------- | ---------------- | ---------------- |
| EAJ/PNV   | 397.664 | 37,65                     | +3,01                     | 28               | +1               |
| EH Bildu  | 224.254 | 21,23                     | −3,77                     | 18               | −3               |
| Podemos   | 156.671 | 14,83                     | +14,83                    | 11               | +11              |
| PSE-EE    | 126.139 | 11,94                     | −7,19                     | 9                | −7               |
| PP        | 107.357 | 10,16                     | −1,57                     | 9                | −1               |
| C’s       | 21.362  | 2,02                      | +2,02                     | –                | –                |
| Andere    | 22.559  | 2,17                      | −9,50                     | 0                | −1               |
| Insgesamt |         | 100,00                    |                           | 75               |                  |

## Einordnung des Wahlergebnisses
Die baskisch-nationalistische EAJ/PNV wird als mit großem Abstand stärkste politische Kraft erneut den Lehendakari stellen können. Sie hat im Vergleich zur Wahl 2012 sowohl an Stimmen, als auch Sitzen zulegen können. Die EAJ/PNV ist jedoch auf einen Koalitionspartner oder eine Duldung angewiesen. Der ebenfalls baskisch-nationalistische, aber linksgerichtete Parteienverband EH Bildu verlor im Vergleich zur Wahl 2012 vier Sitze, konnte seine Position als größte Oppositionspartei jedoch behaupten.
Der Ausschluss des erst vor wenigen Monaten aus der Haft entlassenen Spitzenkandidaten Arnaldo Otegi von der Wahl kann als eine Ursache für das schlechtere Abschneiden der EH Bildu angeführt werden. Es ist davon auszugehen, dass viele Wähler der EH Bildu aus Protest gegen diesen Wahlausschluss nicht an der Wahl teilgenommen oder Elkarrekin Podemos gewählt haben.
Großer Gewinner der Wahl ist die linke Koalition Elkarrekin Podemos, die aus dem Stand die etablierten unionistischen Parteien PSE-EE und PP überholt hat und drittstärkste politische Kraft im baskischen Parlament in Vitoria geworden ist. Die Ciudadanos verfehlten ihr selbst gestecktes Ziel, ins baskische Parlament einzuziehen. Die baskischen Sozialisten sind zum zweiten Mal hintereinander der große Wahlverlierer. Sie verloren zum zweiten Mal hintereinander einen substanziellen Teil ihrer Wählerschaft, und das schlechte Abschneiden wurde direkt Pedro Sánchez, dem damaligen Parteivorsitzenden der PSOE, angelastet.
Weniger als eine Woche nach der Wahl und auch aufgrund der schwierigen Regierungsbildung nach der spanischen Parlamentswahl 2016 anhaltenden Machtkämpfen in der Partei ist Pedro Sánchez am 1. Oktober 2016 als Parteivorsitzender zurückgetreten.
Es wird erwartet, dass das Ergebnis der Wahl im Baskenland und der am selben Tag stattfindenden Parlamentswahlen in Galicien Einfluss auf die immer noch nicht geglückte Regierungsbildung in Madrid und ein mögliches Ende der politischen Krise in Spanien haben wird.